# Karin Taylor
Karin Katherine Taylor (nacida el 28 de noviembre de 1971 en Kingston, Jamaica) es una modelo, elegida por Playboy como su Playmate del mes en junio de 1996.

## Carrera
Taylor empezó su carrera como modelo a los 17 años, cuando fue descubierta por la agencia Ford Modeling en Miami. Durante sus 10 años de carrera como modelo, fue representada alrededor del mundo por agencias como Wilhelmina Models NYC, Agence Unique (Grecia), ICE Model Management (Sudáfrica) y David and Lee Models Chicago. Apareció por primera vez en televisión en 1992 como modelo concursante en Star Search, el cual se empezó a grabar en Orlando ese año.
En 1996, Taylor fue seleccionada como Miss June Playmate del mes en la revista Playboy. Como han hecho otras Playmates, ha aparecido en varios vídeos de Playboy desde 1996 hasta 2001. Después de su aparición en Playboy, Taylor se mudó a Los Ángeles y empezó su carrera como actriz apareciendo como invitada en Baywatch como Taylor Johnson, así como otras apariciones en: Malcolm and Eddie, Weird Al Show, Keenen Ivory Wayans Show, el vídeo musical de Horace Brown, "Things We Do for Love" (Brett Ratner, director) y presentadora de E!. 
En 1994, Snap-on dejó de producir su popular calendario, haciendo de Taylor la última chica del calendario Snap-on (Noviembre/Diciembre de 1994) como informó el Wall Street Journal.
Taylor regresó brevemente al mundo de la moda y desfiló por la pasarela por última vez, para la diseñadora de moda de Nueva York Betsey Johnson, en su colección de Primavera de 2001, el cual fue más tarde convertido en un documental.

## Vida personal
Karin Katherine Taylor nació el 28 de noviembre de 1971 en Kingston, Jamaica. Es de ascendencia jamaicana. Taylor se mudó a Orlando, Florida cuando era niña. Creciendo en Orlando, Taylor fue la quintaesencia "girl next door" que atendió un colegio católico y fue "monaguilla el primer año que el Papa declaró que las chicas podían servir". Trabajó como socorrista en el parque acuático Wet n Wild antes de entrar en la industria del entretenimiento como bailarina para Walt Disney World en el Main Street Electrical Parade (1989–1990).
Taylor es madre de cinco hijos y vive en Florida junto a su marido Bill Weisberg (se casaron en 2001). Taylor escribe un blog llamado Trophy Mom Diaries donde ella publica su vida y varios problemas de ser madre de niños y la "segunda mujer de un hombre 15 años mayor que yo".